# Jarrod Fletcher
Jarrod Fletcher (* 20. Oktober 1983 in Moe, Victoria) ist ein australischer Profiboxer im Mittelgewicht.

## Amateurkarriere
Fletcher begann im Alter von zehn Jahren mit dem Boxsport und gewann acht australische Meisterschaften. 2001 gewann er den Patrons Cup in Papua-Neuguinea und 2002 die Silbermedaille im Halbweltergewicht bei den Ozeanischen Meisterschaften in Neuseeland. 2003 gewann er im Weltergewicht die Commonwealth Meisterschaften in Malaysia. Anschließend boxte er im Mittelgewicht. In dieser Gewichtsklasse gewann er 2005 die Silbermedaille bei den Arafura Games in Australien. Bei den Weltmeisterschaften 2005 in China, unterlag er im Achtelfinale gegen den Russen Matwei Korobow.
2006 gewann er überragend die Commonwealth Games in Australien und das Tammer Turnier in Finnland, wobei er unter anderem James DeGale, Adonis Stevenson und Darren O’Neill besiegte. 2007 und 2008 gewann er jeweils die Ozeanischen Meisterschaften in Samoa, sowie 2008 zusätzlich den International Boxing Grand Prix in Tschechien. Anschließend vertrat er sein Heimatland bei den Olympischen Sommerspielen 2008 in Peking, verlor jedoch in der Vorrunde nach Punkten gegen den Kubaner Emilio Correa.

## Profikarriere
2009 wechselte er zu den Profis und gewann seine ersten zwölf Kämpfe, davon sieben vorzeitig. Dabei wurde er Australischer Meister und Asienmeister der PABA im Mittelgewicht. In seinem dreizehnten Kampf am 14. September 2012 um die Commonwealth-Meisterschaft im Mittelgewicht, unterlag er durch t.K.o. in der zweiten Runde gegen Billy Saunders (Bilanz: 14-0). Mit London, boxte er dabei als Profi erstmals außerhalb Australiens.
Im Dezember 2012 schlug er Robbie Bryant (17-1) nach Punkten. Nach drei vorzeitigen Siegen gegen Kiatchai Singwancha (32-8), Randy Suico (31-8) und Philip Kotey (21-6), besiegte er im Oktober 2013 Tim Kanofski (12-6) nach Punkten. Zudem besiegte er am 1. Februar 2014 Max Bursak (29-1) einstimmig nach Punkten und wurde dadurch Internationaler Meister der WBA im Mittelgewicht.
Am 9. August 2014 unterlag er beim Kampf um die WBA-Weltmeisterschaft im Mittelgewicht, durch t.K.o. in der fünften Runde gegen Daniel Jacobs (27-1). Im Dezember 2014 verlor er nach Punkten gegen Daniel Geale (30-3).